# Kraftwerk Heilbronn

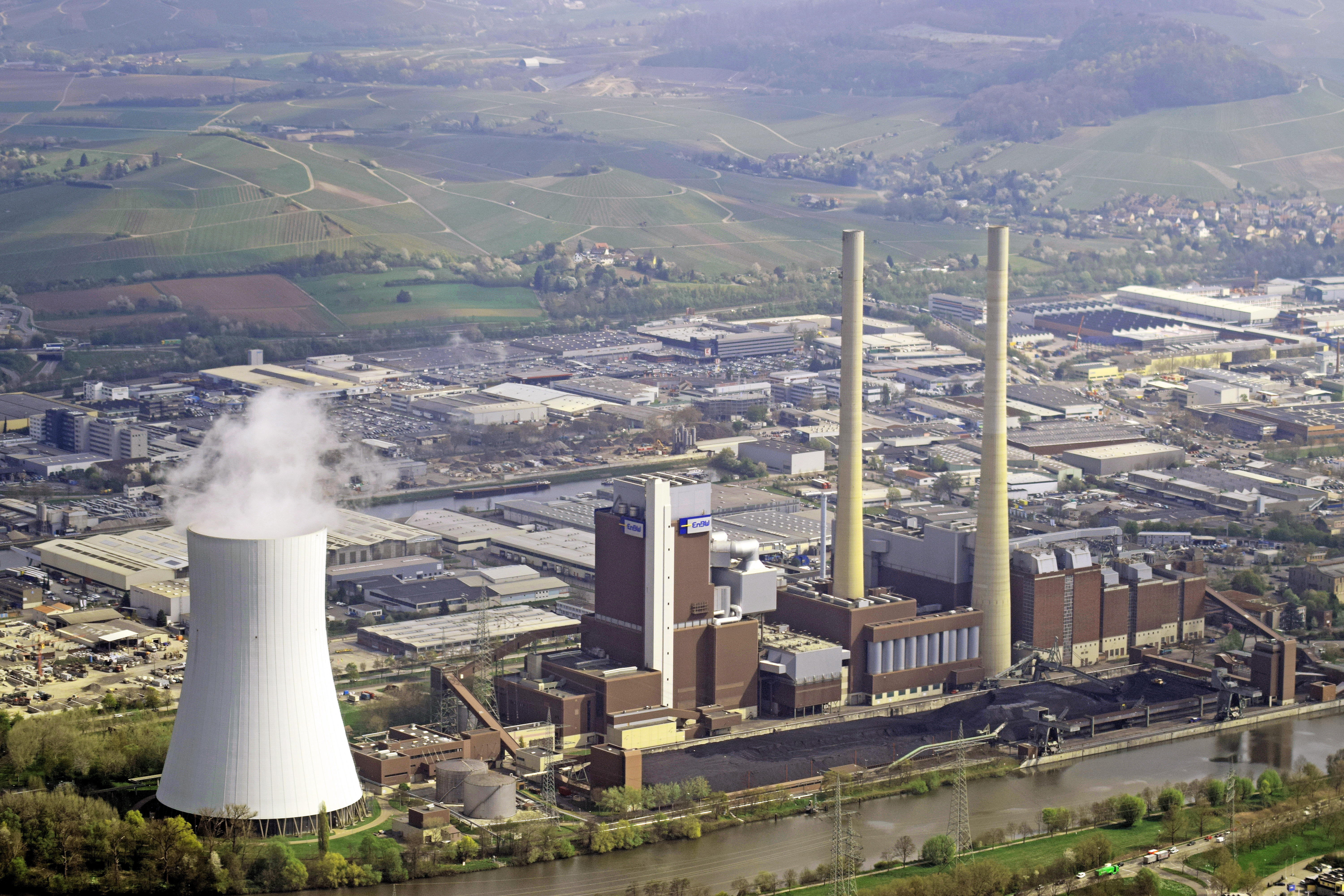
Luftaufnahme des Kraftwerks Heilbronn (2017)

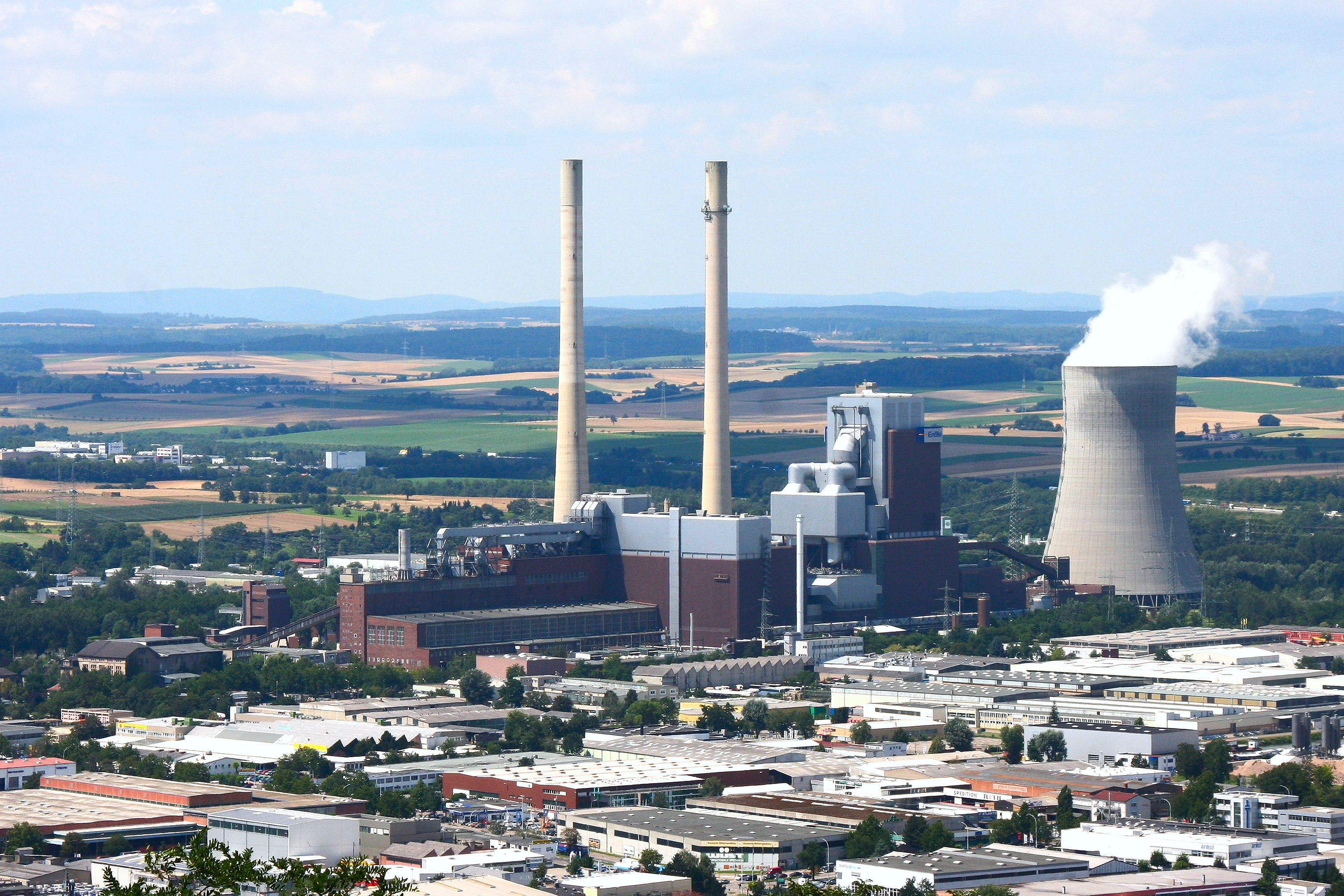
Kraftwerk Heilbronn vom Wartberg aus gesehen (2007)

Das Kraftwerk Heilbronn ist ein Heizkraftwerk in Heilbronn.
Es wird von der Energie Baden-Württemberg (EnBW) betrieben und bestand aus insgesamt sieben Kraftwerksblöcken. Die Blöcke 3 und 4 mit einer Leistung von ca. 200 MW wurden 1997 in Kaltreserve genommen. Die elektrische Leistung des noch betriebsbereiten Blocks 7 beträgt 778 MW. Am 31. März 2023 wurden die Blöcke 5 und 6 mit jeweils 125 MW in Netzreserve der Bundesnetzagentur übernommen, so dass Block 7 mit einer Leistung von 778 MW im kommerziellen Betrieb der EnBW verbleibt.
Die Anlage befindet sich im Heilbronner Industriegebiet am nördlichen Ende des Kanalhafens. Über den Neckar wird das benötigte Kühlwasser entnommen, gleichzeitig erfolgt die Anlieferung von täglich bis zu 8.000 Tonnen Steinkohle per Binnenschiff über den Neckar oder mit der Eisenbahn über die Hafenbahn.
Ein separat stehendes Sammelschienenkraftwerk aus den 1920er Jahren, das in den 1950er Jahren stillgelegt wurde, wird seit 1998 als Veranstaltungszentrum (Block E) genutzt.
Der CO2-Ausstoß des Kraftwerks betrug nach Angaben des WWF im Jahr 2006 4,4 Mio. Tonnen/Jahr bzw. 950 g/kWh. Das Kraftwerk Heilbronn gehört damit zu den 30 Kohlekraftwerken mit dem größten absoluten CO2-Ausstoß in Deutschland.
Im Zuge des Kohleausstiegs wird seit 2024 ein Gaskraftwerk errichtet (Block 8), das mit Erdgas aus der ab 2021 zu bauenden Süddeutschen Erdgasleitung (SEL) betrieben werden soll. Ein Mitte 2022 abgeschlossener Vertrag sieht die Belieferung mit Flüssiggas (LNG) ab 2026 für einen Zeitraum von 20 Jahren vor.

## Kraftwerksblöcke

### Blöcke 1–6

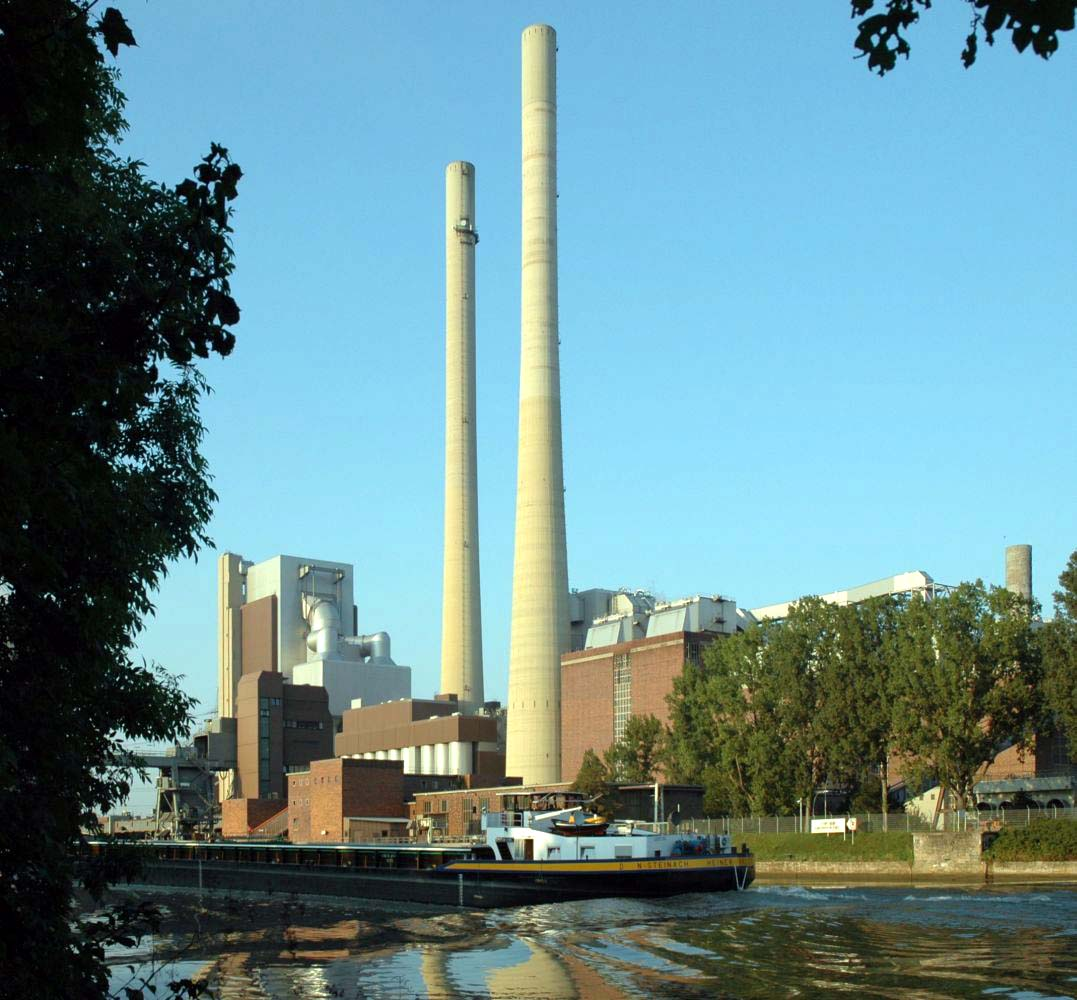
Kraftwerk Heilbronn vom Neckarufer aus gesehen

Die Blöcke 1 bis 4 mit einer Leistung von 2 × 55 MW bzw. 2 × 100 MW wurden in den 1950er und 1960er Jahren durch den damaligen Betreiber EVS gebaut, der 1997 mit dem Badenwerk zu EnBW fusionierte. Die Blöcke 1 und 2 wurden 1988 stillgelegt, die Blöcke 3 und 4 folgten im Jahr 2006. Die 1964 bis 1966 erbauten Blöcke 5 und 6 haben eine Leistung von je 125 MW.
Bis 1986 verfügte das bestehende Kraftwerk über drei Schornsteine mit je 140 Metern Mündungshöhe (jeweils ein Schornstein für die Blöcke 4, 5 und 6) sowie zwei Schornsteine mit 70 Metern Mündungshöhe (je ein Schornstein für Block 3 sowie ein gemeinsamer Schornstein für Block 1 und 2). Ursprünglich waren drei Schornsteine mit einer Mündungshöhe von 70 Metern vorhanden, einer wurde später durch einen Schornstein mit 140 m Mündungshöhe ersetzt. Der letzte verbliebene Kamin der Blöcke 1 und 2 wurde Anfang 2009 abgebrochen.
Wegen der Novellierung der Verordnung über Großfeuerungs-, Gasturbinen- und Verbrennungsmotoranlagen im Jahr 1983 wurde für die Blöcke 3 bis 6 eine Rauchgasentschwefelung und eine Stickstoffminderungstechnik nachgerüstet. Im Jahr 1986 wurde hierfür ein ebenfalls 250 m hoher Schornstein, baugleich zu dem von Block 7, errichtet. Ursprünglich plante man für die Altblöcke einen gemeinsamen Schornstein mit 175 m Höhe, diese Pläne wurden später verworfen.
Ende Februar 2014 gab EnBW bekannt, wegen fehlender Wirtschaftlichkeit bei der Bundesnetzagentur die endgültige Stilllegung der Blöcke 5 und 6 zum nächstmöglichen Zeitpunkt zu beantragen. Seit dem 10. April 2015 sind die Blöcke nicht mehr im kommerziellen Betrieb. EnBW wollte die beiden Blöcke zum 31. März 2020 endgültig außer Betrieb nehmen, die Bundesnetzagentur untersagte dies und stufte sie bis 31. März 2023 als systemrelevant ein. Anfang 2023 wurde der Zeitraum der Systemrelevanz bis 31. März 2025 verlängert. Im Juni 2024 verlängerte die Bundesnetzagentur die Systemrelevanz der Blöcke 5 und 6 bis zur Inbetriebnahme des Blocks 8, längstens bis zum 31. März 2031. Erst danach dürfen sie endgültig vom Netz gehen.

### Block 7

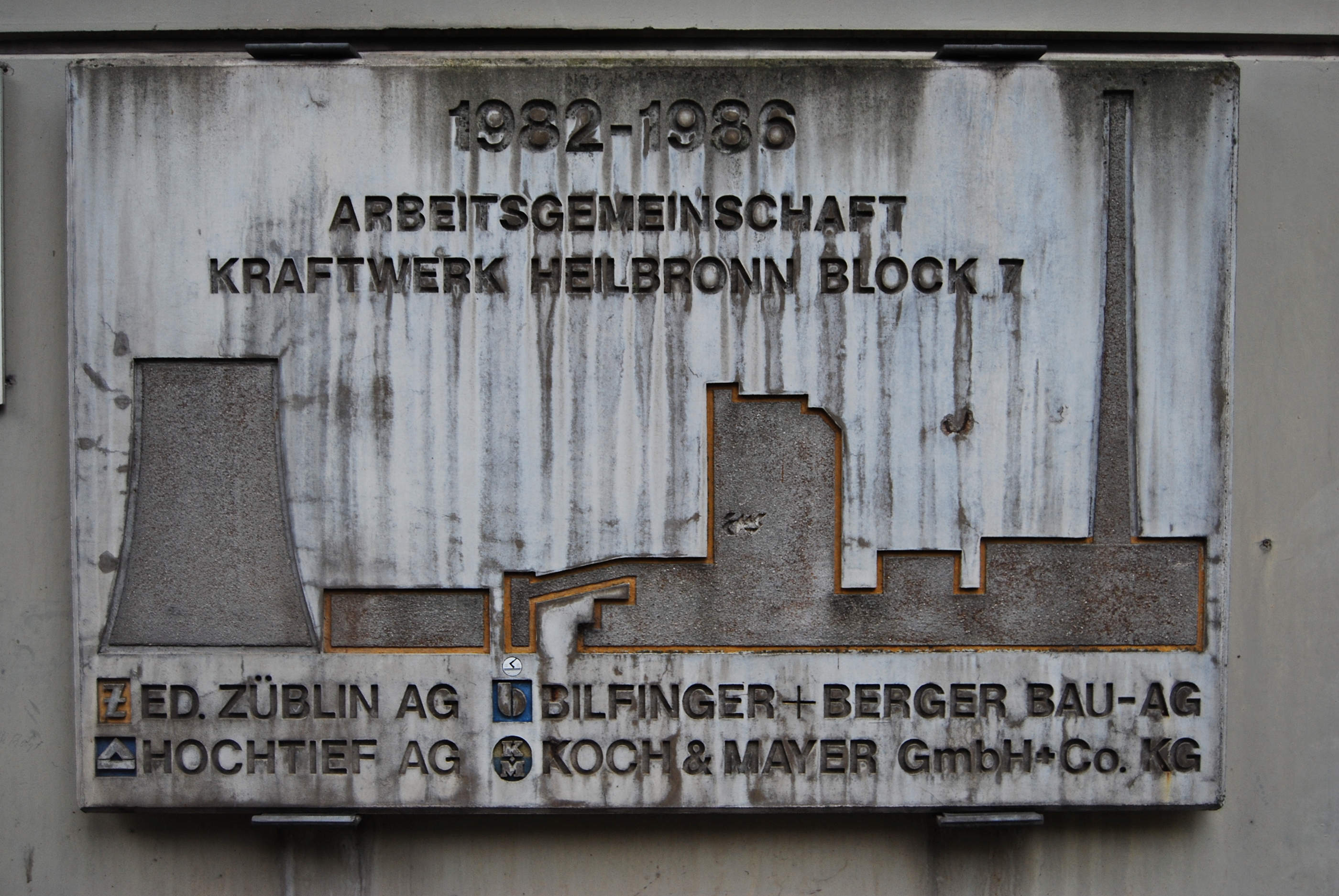
Gedenktafel zum Bau von Block 7

In den Jahren 1982 bis 1986 wurde der Block 7 mit einer Leistung von 778 MW als Mittellastkraftwerk gebaut. Block 7 verfügte von Anfang an über eine Rauchgasentschwefelung und eine Rauchgasentstickung. Über eine Kraft-Wärme-Kopplung werden Industriebetriebe in Heilbronn und Neckarsulm mit Fernwärme versorgt.
Für Block 7 entstand ein neuer, 140 m hoher Kühlturm und ein 250 m hoher Schornstein. Zusätzlich wurde 1986 für die 4 Blöcke ein zweiter Schornstein in gleicher Bauart und Höhe wie bei Block 7 erbaut. Die beiden Schornsteine sind als Landmarke weithin erkennbar. Zusammen mit den beiden ebenfalls jeweils 250 m hohen Kaminen des Kraftwerks Altbach/Deizisau sind sie die höchsten freistehenden Bauwerke Baden-Württembergs.
Seit 1998 verfügt Block 7 über eine Genehmigung für die Mitverbrennung von jährlich bis zu 80.000 Tonnen Klärschlamm gemäß der Verordnung zur Verbrennung und Mitverbrennung von Abfällen. Seit 2003 darf zusätzlich auch Petrolkoks verfeuert werden. Im Jahr 2013 wurden 3.085 Tonnen thermisch getrockneter Klärschlamm und 12.501 Tonnen mechanisch entwässerter Klärschlamm aus kommunalen Kläranlagen mitverbrannt (Angaben in Trockensubstanz ohne Wasseranteil).

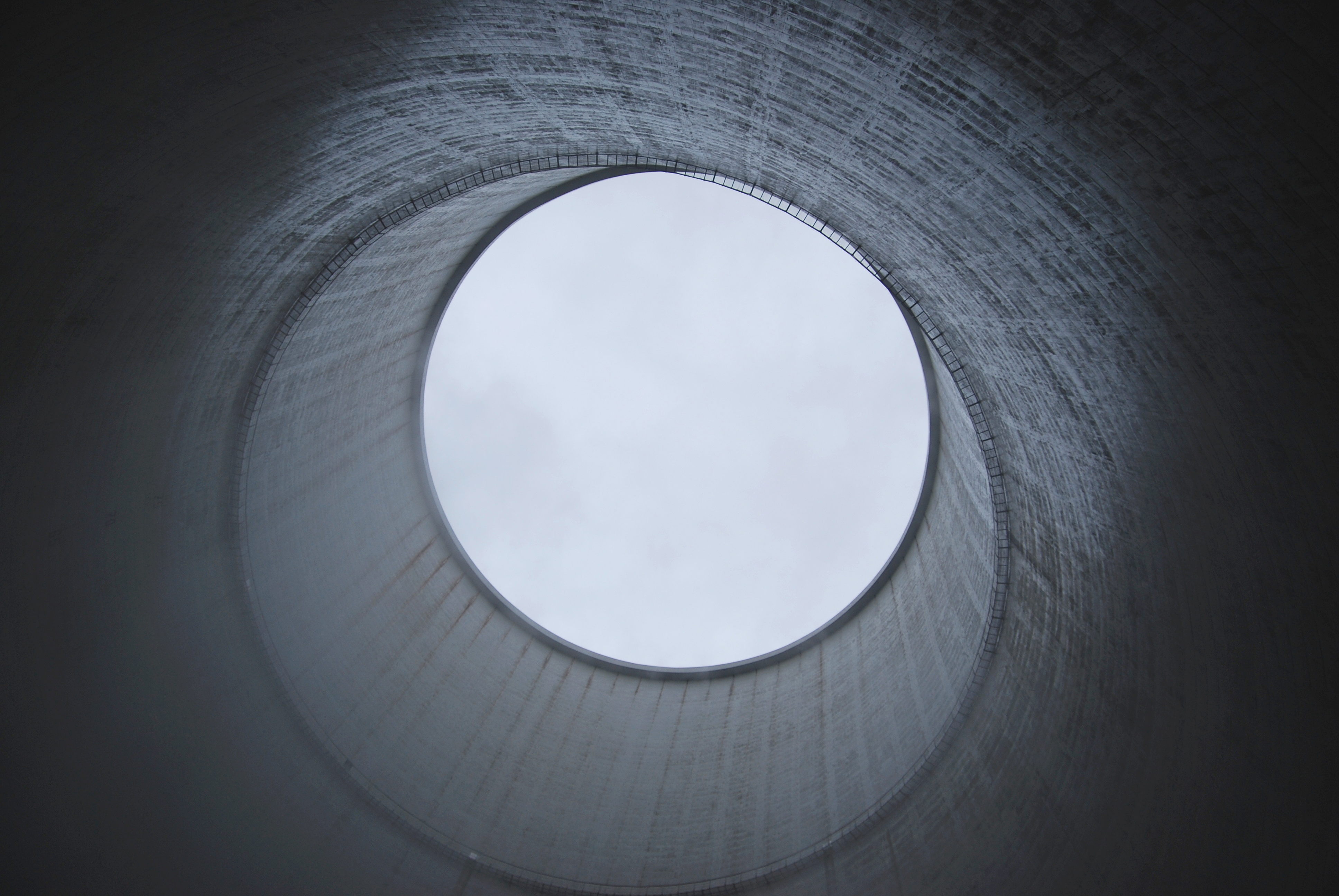
Innenaufnahme des Kühlturms

Im Teller des 140 Meter hohen Naturzug-Kühlturms von Block 7 steht das Wasser 180 Zentimeter hoch. Dieser Kühlturmteller hat einen Umfang von 330 Metern und einen Durchmesser von 104,7 Metern. Der im Neckarwasser gelöste Schlamm legt sich auf dem wasserundurchlässigen Teller aus Beton ab. Die Treppe außen am Kühlturm hat 67 Stufen und führt auf 15 Meter Höhe. Der Mündungsdurchmesser des Kühlturms beträgt 78 Meter. Ungefähr 16 Kubikmeter Wasser pro Sekunde, das aus den Düsen in den Kühlturm kommt, fällt tröpfchenförmig durch die Rieselplatten nach unten. Dagegen strömt Luft und kühlt das Wasser ab. 250 Liter Wasser werden pro Sekunde dem Neckar entnommen, genehmigt wären 650 Liter. Die Lamellen, die das Wasser versprühen, befinden sich auf 15 Metern Höhe. Pro Sekunde verdunsten so 0,33 Kubikmeter Wasser.
Nach dem Absacken der Rauchgaskanäle im Februar 2023 wurde Block 7 für ca. 16 Monate außer Betrieb gesetzt. Im Juni 2024 begann der Block mit der Wiederaufnahme der Stromproduktion.

### Batterie-Speicherkraftwerk
Anfang 2018 wurde auf dem Kraftwerksgelände ein Batterie-Speicherkraftwerk aus 768 Lithium-Ionen-Batteriemodulen in Betrieb genommen. Die von Bosch Energy Storage Solutions zugelieferte Anlage verfügt über eine Leistung von 5 MW und eine Kapazität von 5 MWh und soll Primärregelleistung erbringen. Der Speicher kann binnen Sekunden reagieren und mit seiner Leistung etwa ein Fünftel der Primärregelleistung eines konventionellen Kraftwerkes liefern. Eingeweiht wurde er im April 2018 im Beisein von Ministerpräsident Winfried Kretschmann.

### Block 8 (GuD-Kraftwerk, im Bau)
Bis 2026  wird der Kraftwerksstandort erweitert. Block 8 wird als GuD-Kraftwerk mit einer el. Leistung zwischen 620 und 750 MW sowie einer maximalen Fernwärmeauskopplung von 200 MW errichtet. Nach der Inbetriebnahme von Block 8 wird Block 7 stillgelegt werden. Als Besonderheit wird der von Block 7 benutzte Kühlturm für Block 8 weiterverwendet werden. Am 23. Februar 2024 war mit dem ersten Spatenstich der Baubeginn für Block 8. Das Kraftwerk soll Ende 2026 fertiggestellt sein. Im Mai 2025 wurde der 144 m hohe Schornstein des Kraftwerks fertiggestellt.

## Netzanschluss

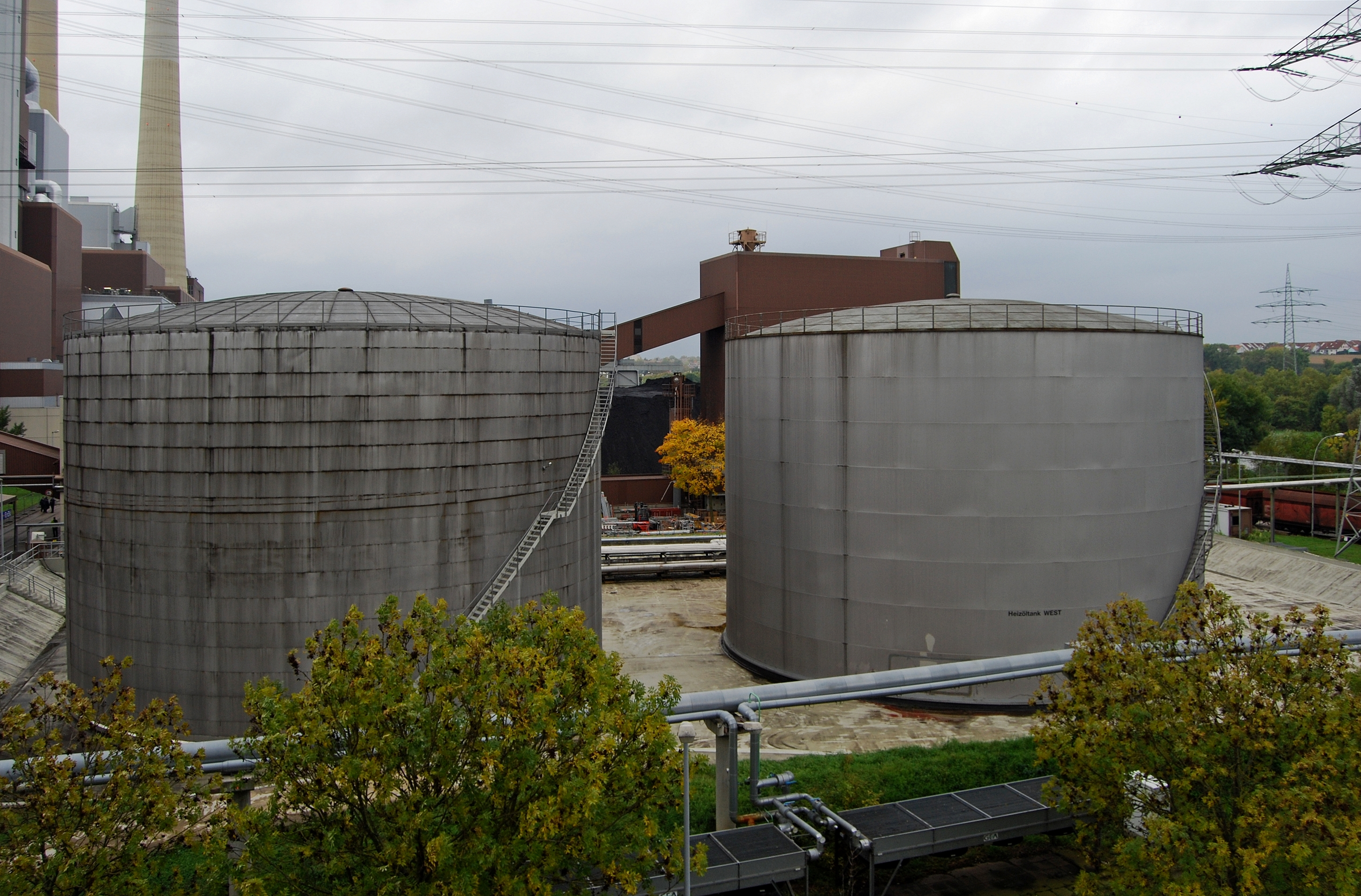
Die Heizöltanks des Kraftwerks

Der Netzanschluss der Blöcke 5 und 6 erfolgt über die Schaltanlage Heilbronn auf der 110-kV-Hochspannungsebene in das Stromnetz des Verteilnetzbetreibers Netze BW. Der Netzanschluss des Blocks 7 erfolgt über die Schaltanlage Großgartach auf der 380-kV-Höchstspannungsebene in das Stromnetz des Übertragungsnetzbetreibers Transnet BW.

## Erweiterungsplanung
Im September 2006 gab die EnBW bekannt, ihren konventionellen Kraftwerkspark erweitern zu wollen. Im Gespräch waren die Standorte Karlsruhe und Heilbronn. Die EnBW entschied sich für die Erweiterung des Kraftwerks Karlsruhe; als Grund wurde die schwierige Versorgung der Heilbronner Anlage mit Kraftwerksgas genannt.

## Einhaltung von Grenzwerten
Im März 2014 veröffentlichte der Betreiber EnBW den jährlichen Emissionsbericht für 2013. Darin werden die Ergebnisse der kontinuierlichen und einzeln durchgeführte Messungen genannt und den geltenden Grenzwerten gegenübergestellt.
| Schadstoff       | Einheit | Grenzwert Tagesmittel | niedrigster Tagesmittelwert | höchster Tagesmittelwert | Jahresmittel (mittlerer Tagesmittelwert) |
| ---------------- | ------- | --------------------- | --------------------------- | ------------------------ | ---------------------------------------- |
| Staub            | mg/m3   | 10                    | 1,3                         | 7,3                      | 2,5                                      |
| Schwefeldioxid   | mg/m3   | 190                   | 30                          | 160                      | 118                                      |
| Stickoxide       | mg/m3   | 200                   | 142                         | 179                      | 164                                      |
| Kohlenmonoxid    | mg/m3   | 100                   | 0,2                         | 15                       | 3                                        |
| Chlorwasserstoff | mg/m3   | 20                    | <0,1                        | 8,3                      | 0,8                                      |
| Quecksilber      | mg/m3   | 0,02                  | 0,0006                      | 0,01                     | 0,005                                    |

| Schadstoff                                  | Einheit | Emissionsgrenzwert | mittlerer Messwert | höchster Messwert |
| ------------------------------------------- | ------- | ------------------ | ------------------ | ----------------- |
| Fluorwasserstoff                            | mg/m3   | 10                 | 2,6                | 3,5               |
| Ammoniak                                    | mg/m3   | 5                  | <0,1               | 0,2               |
| Gesamt-C                                    | mg/m3   | 3                  | 0,2                | 0,3               |
| Summe Cd+Tl                                 | mg/m3   | 0,010              | <0,0005            | <0,0005           |
| Summe As, B(a)P, Cd, Co, Cr                 | mg/m3   | 0,05               | 0,003              | 0,004             |
| Summe Sb, As, Pb, Cr, Co, Cu, Mn, Ni, V, Sn | mg/m3   | 0,08               | 0,01               | 0,01              |
| Dioxine und Furane                          | ng/m3   | 0,02               | 0,003              | 0,007             |

## Emission von Schadstoffen und Treibhausgasen
Kritiker bemängeln am Kraftwerk Heilbronn die hohen Emissionen an Stickstoffoxiden, Schwefeloxiden, Quecksilber und Feinstaub, an dem Krebs erzeugende Substanzen (Blei, Cadmium, Nickel, PAK, Dioxine und Furane) haften können. Eine von Greenpeace bei der Universität Stuttgart in Auftrag gegebene Studie kommt 2013 zu dem Ergebnis, dass die 2010 vom Kraftwerk Heilbronn ausgestoßenen Feinstäube und die aus Schwefeldioxid-, Stickoxid- und NMVOC-Emissionen gebildeten sekundären Feinstäube statistisch zu 559 verlorenen Lebensjahren führen (Rang 11 der deutschen Kohlekraftwerke, 559 "Years of Life Lost"), was 52 vorzeitigen Todesfällen pro Jahr entspricht.
Außerdem stehen angesichts des Klimawandels die CO2-Emissionen des Kraftwerkes in der Kritik von Umweltverbänden.
Das Kraftwerk Heilbronn meldete folgende Emissionen im europäischen Schadstoffregister „PRTR“:
| Luftschadstoff                           | 2007             | 2008             | 2009             | 2010             | 2011             | 2012             |
| ---------------------------------------- | ---------------- | ---------------- | ---------------- | ---------------- | ---------------- | ---------------- |
| Kohlenstoffdioxid (CO2)                  | 4.350.000.000 kg | 3.280.000.000 kg | 2.630.000.000 kg | 3.240.000.000 kg | 2.910.000.000 kg | 3.360.000.000 kg |
| Stickstoffoxide (NOx/NO2)                | 2.500.000 kg     | 1.880.000 kg     | 2.610.000 kg     | 2.160.000 kg     | 1.870.000 kg     | 2.140.000 kg     |
| Schwefeldioxide (als SOx/SO2)            | 1.630.000 kg     | 1.280.000 kg     | 1.130.000 kg     | 1.660.000 kg     | 1.360.000 kg     | 1.500.000 kg     |
| Distickstoffmonoxid (N2O)                | 49.300 kg        | 37.200 kg        | 29.700 kg        | 36.800 kg        | 32.900 kg        | 38.000 kg        |
| Anorganische Chlorverbindungen (als HCl) | 48.300 kg        | 36.200 kg        | 32.700 kg        | 55.600 kg        | keine Angaben    | keine Angaben    |
| Anorganische Fluorverbindungen (als HF)  | 24.100 kg        | 18.100 kg        | 37.500 kg        | 35.000 kg        | 66.600 kg        | 24.500 kg        |
| Quecksilber und Verbindungen (als Hg)    | 65 kg            | 42 kg            | 26 kg            | 34 kg            | 14 kg            | 30 kg            |

Weitere typische Schadstoffemissionen wurden nicht berichtet, da sie im PRTR erst ab einer jährlichen Mindestmenge meldepflichtig sind, z. B. Dioxine und Furane ab 0,0001 kg, Cadmium ab 10 kg, Nickel ab 50 kg, Chrom sowie Kupfer ab 100 kg, Blei sowie Zink ab 200 kg, Ammoniak und Lachgas (N2O) ab 10.000 kg, Feinstaub (PM10) ab 50.000 kg, flüchtige organische Verbindungen außer Methan (NMVOC) ab 100.000 kg und Kohlenmonoxid ab 500.000 kg.
Die Europäische Umweltagentur hat die Kosten der Umwelt- und Gesundheitsschäden der 28.000 größten Industrieanlagen in Europa anhand der im PRTR gemeldeten Emissionsdaten mit den wissenschaftlichen Methoden der Europäischen Kommission abgeschätzt. Danach liegt das Kraftwerk Heilbronn auf Rang 169 der Schadenskosten aller europäischen Industrieanlagen.
| Verursacher          | Schadenskosten | Einheit         | Anteil      |
| -------------------- | -------------- | --------------- | ----------- |
| Kraftwerk Heilbronn  | 119 – 173      | Millionen Euro  | 0,1 – 0,2 % |
| Summe 28.000 Anlagen | 102 – 169      | Milliarden Euro | 100 %       |